# Malin Diaz
Malin Diaz, nascida em 1994, é uma futebolista sueca, que atua como defesa. 

Atualmente (2019), joga pelo Djurgårdens IF Dam. 

## Clubes
- Tyresö FF